# Želivka
Želivka er en flod i Tjekkiet, en venstre biflod til Sázava-floden. Den kommer fra den nordlige skråning af Troják-bjerget i en højde af 677 m. Oven for Sedlice Reservoiret bærer det navnet Hejlovka. Den løber ind i Sázava-floden nær Zruč nad Sázavou . Den er 103,9 km lang, og dens afvandingsareal er 1.188 km².
Dens længste biflod er Trnava-floden.
Švihov Reservoiret på Želivka sørger for vandforsyning til det meste af regionen centralbøhmiske og byen Prag.